# Nina e a Maldição da Serpente de Plumas
Nina e la maledizione del Serpente Piumato (Nina e a Maldição da Serpente de Plumas no Brasil) é o terceiro livro da série infanto-juvenil italiana A Menina da Sexta Lua escrita por Moony Witcher. O livro narra a terceira grande aventura vivida pela alquimista Nina De Nobili e seus amigos no antigo México, na terra dos maias. A aventura simboliza o resgate do terceiro Arcano, a terra e a descoberta das cartas do Alquitarô.

## Enredo
Depois do Natal Nina e seus amigos começam a descobrir muitas coisas, coisas essas que a ajudarão em sua próxima viagem em busca da frase para desbloquear o próximo arcano a encontrar, o da Terra.

## Alquitarô
O alquitarô é uma coleção de 12 cartas mágicas, sendo seis malignas e seis benignas. O Alquitarô foi criado pelo diabólico LSL, Loris Sibilo Loredan, prefeito da cidade de Veneza em Nina e a Maldição da Serpente de Plumas da qual a história principal é basicamente ao seu respeito.
Cartas Mágicas:
- Malignas

Trik Vesanus
Representa loucura, estupidez.
Correspondência Astral: Platão Azul.
Carta Oposta: Bea Sapientia.
Got Malus
Representa um monstro, desordem,a maldade.
Correspondência Astral: Marte.
Carta Oposta: Qui Amas.
Lec Turris
Representa a destruição de laços de amizades.
Correspondência Astral: Planeta Negro.
Carta Oposta: Sia Justitia.
Vor Suspensum
É o portador do azar, vive de cabeça para baixo com uma corda no pescoço.
Correspondência Astral: Urano roxo.
Carta Oposta: Van Rota.
Sah Mortis
É a perda, doença.
Correspondência Astral: Saturno.
Carta Oposta: Cil Vires.
Nol Avarus
Avareza.
Netuno.
Ram Activia.
- Benignas

Bea Sapientia
É a inteligência, intuição.
Correspondência Astral: Lua.
Ram Activia
Riqueza, sacrifício.
Correspondência Astral: Terra.
Qui Amas
É a beleza, ordem.
Correspondência Astral: Vênus.
Cil Vires
Representa a conquista, energia.
Correspondência Astral: Sol.
Van Rota
Representa a fortuna, é uma roda de madeira.
Correspondência Astral: Júpiter.
Sia Justitia
Representa a Lógica, pacifismo.
Correspondência Astral: Planeta Branco.

## Os Arcanos
Os Arcanos são os quatro elementos que compõe o Universo. Sendo eles: Fogo (conquistado em A Menina da Sexta Lua), Ar (conquistado em Nina e o Mistério da Oitava Nota), Terra (conquistado em Nina e a Maldição da Serpente de Plumas) e Água. Para salvar o planeta Xorax Nina terá de salvar os quatro Arcanos que foram aprisionados pelo conde Karkon Ca'd'Oro, seu inimigo.
No primeiro livro Nina descobre e resgata o Atanor (fogo eterno), em sua segunda aventura consegue o Hauá (o ar), logo no terceiro volume Nina e seu grupo de amigos descobrem o Húmus (terra).